# Pamětní dvoueurové mince roku 2014
Pamětní dvoueurové mince jsou speciální mince měny euro, které mají připomínat významnou historickou událost či aktuální dění ve vydávající zemi. Za rok 2014 bylo vydáno celkem 27 různých mincí.
Evropská unie dovolila od roku 2004 jednotlivým státům eurozóny (a několika mikrostátům, které mají s EU měnovou dohodu) vydávat omezený počet vlastních pamětních oběžných euromincí, ale pouze v hodnotě dvou eur. Mince jsou oběžné, v běžném platebním styku se však pro oblibu mezi sběrateli některé z těchto pamětních mincí s nižším objemem emise (především mince vydávané Vatikánem, Monakem, San Marinem a Andorrou) vyskytují jen zřídka nebo vůbec ne. Každý stát může vydat 2 pamětní dvoueurové mince za rok. 

## Přehled mincí
| Vydávající stát | Událost                                                                | Množství           | Datum         |  |
| --- | ---------------------------------------------------------------------- | ------------------ | ------------- |  |
| Lucembursko - 1. mince | 175. výročí nezávislosti Lucemburského velkovévodství                  | 1,4 milionu mincí  | leden 2014    |  |
| Popis: Na pravé straně vnitřního pole mince je vyobrazena podobizna Jeho Královské Výsosti velkovévody Henriho hledícího doprava a na levé straně jsou vertikálně umístěny letopočty „1839“ a „2014“ a název vydávající země „LËTZEBUERG“. V dolní části vnitřního pole mince jsou nápisy „ONOFHÄNGEGKEET“ a „175 Joër“. |                                                                        |                    |               |  |
| |                                                                        |                    |               |  |
| Německo | Dolní Sasko ze série „Länder“                                          | 30 milionů mincí   | únor 2014     |  |
| Popis: Na návrhu je vyobrazen kostel sv. Michala v dolnosaském Hildesheimu, který je od roku 1985 zařazen na seznam světového kulturního dědictví UNESCO. Na horní straně je uveden rok emise „2014“ a nalevo mincovní značka (A, D, F, G, J). V dolní části je nápis „NIEDERSACHSEN“ a pod ním označení vydávající země „D“. Vpravo nahoře jsou uvedeny iniciály rytce OE (Otto, Erich). |                                                                        |                    |               |  |
| |                                                                        |                    |               |  |
| Španělsko - 1. mince | Památky světového kulturního a přírodního dědictví UNESCO – Park Güell | 8 milionů mincí    | březen 2014   |  |
| Popis: Na minci je v popředí zobrazena socha ještěrky navržené architektem Antoni Gaudím, která je symbolem Parku Güell. V pozadí je detail jednoho z pavilonů nacházejícího se u vstupu do Parku Güell. V horní části jsou do kruhu a velkými písmeny napsána slova „ESPAÑA“ a „PARK GÜELL — GAUDÍ“. Na levé straně je rok vydání „2014“ a napravo pak mincovní značka. |                                                                        |                    |               |  |
| |                                                                        |                    |               |  |
| Portugalsko - 1. mince | 40. výročí karafiátové revoluce                                        | 0,5 milionu mincí  | duben 2014    |  |
| Popis: Dvě křivky představují obecný tvar karafiátu, květiny, která se stala symbolem hnutí a dala jméno také celé revoluci. Do horního okraje květiny je vepsán název vydávající země „PORTUGAL“ a je v něm rovněž vyobrazen její státní znak. Uprostřed vyobrazení je uvedeno datum události „25 DE ABRIL“ (25. dubna) a dole je napsán počet let, které od revoluce uběhly, „40 ANOS“ (40 let) a letopočet vydání „2014“. Inspirací pro tvar písmen a číslic bylo písmo užité před čtyřiceti lety na plakátech a jiných prostředcích pro šíření politických informací jako symbol období euforie těsně po revoluci. |                                                                        |                    |               |  |
| |                                                                        |                    |               |  |
| Slovensko | 10. výročí přistoupení Slovenské republiky k Evropské unii             | 1 milion mincí     | duben 2014    |  |
| Popis: Ve středu národní strany mince jsou stylizovaná písmena „EÚ“ jako zkratka slov „Európska únia“. V popředí je začleněn státní znak Slovenské republiky. Na pravé straně vnitřní části mince je na dvou řádcích uvedeno datum vstupu Slovenské republiky do Evropské unie, „1.5.2004“, a bezprostředně pod ním letopočet „2014“. Podél spodního okraje vnitřní části mince je uveden název vydávající země, „SLOVENSKO“, a v půlkruhu podél horní hrany je nápis „10. VÝROČIE VSTUPU DO EURÓPSKEJ ÚNIE“. Vlevo dole je značka mincovny v Kremnici (tvořená písmeny „MK“ mezi dvěma razidly) a vpravo dole stylizovaná písmena „MP“, což jsou iniciály autorky mince, Márie Poldaufové.                                                                                      |                                                                        |                    |               |  |
| |                                                                        |                    |               |  |
| Belgie - 1. mince | Sto let od vypuknutí první světové války (1914–1918)                   | 1,75 milionu mincí | duben 2014    |  |
| Popis: Ve vnitřní části mince je nad letopočty 2014–18 zpodobněn vlčí mák. Nad těmito letopočty je ztvárněn nápis „The Great War Centenary“ (Sté výročí 1. světové války), pod nímž je značka mincmistra a bruselská mincovní značka, hlava archanděla Michaela s přilbicí. Na vrchu střední části je trojjazyčné označení BELGIE – BELGIQUE – BELGIEN. |                                                                        |                    |               |  |
| |                                                                        |                    |               |  |
| Nizozemsko | Oficiální pocta bývalé královně Beatrix u příležitosti její abdikace   | 1 milion mincí     | květen 2014   |  |
| Popis: Na vnitřní straně mince jsou vyobrazeny podobizny krále Viléma-Alexandra a bývalé královny Beatrix. Na levé straně je v půlkruhu vepsáno „WILLEM-ALEXANDER KONING DER NEDERLANDEN“, na pravé straně je pak v půlkruhu uveden nápis „BEATRIX PRINSES DER NEDERLANDEN“. Mezi oběma nápisy je v horní části vyobrazen symbol koruny, v části dolní jsou pak umístěny značka mincmistra a značka mincovny a mezi nimi je uveden rok emise „2014“. |                                                                        |                    |               |  |
| |                                                                        |                    |               |  |
| Francie - 1. mince | Sedmdesáté výročí vylodění v Normandii 6. června 1944                  | 3 miliony mincí    | červen 2014   |  |
| Popis: Na národní straně mince je slovem „D-DAY“ znázorněn výsadkový člun a zároveň hlaveň tanku. Nad hlavní jsou uvedeny letopočty 1944–2014 a nápis „70e anniversaire du débarquement“ (70. výročí vylodění). Velmi charakteristické stopy kotníkových bot, které nosili vojáci americké, britské a kanadské armády, postupně zahlazuje vlna a tyto stopy pod ní mizí. Na vlně je vyryt citát od Verlaina, který posloužil jako kód pro zahájení vylodění: „les sanglots longs des violons de l’automne blessent mon cœur d’une langueur monotone“ („Ó podzime, tak dlouze tvé housle lkají, mou duši tou hrou unylou utýrají“ – překlad Vladimír Holan). |                                                                        |                    |               |  |
| |                                                                        |                    |               |  |
| San Marino - 1. mince | 500. výročí úmrtí renezančního architekta Donata Bramanteho            | 110 tisíc mincí    | červen 2014   |  |
| Popis: Na minci je vyobrazena podobizna Bramanta a část stavby „Tempietto“ (italsky „malý chrám“), malé pamětní hrobky postavené Donatem Bramantem zřejmě již v roce 1502 na nádvoří kostela San Pietro in Montorio, považované za mistrovské dílo italské architektury vrcholné renesance. Téměř celý motiv lemuje nápis „BRAMANTE LAZZARI DELLE PENNE DI SAN MARINO“. Vlevo je letopočet „1514“ a vpravo „2014“. Dole se nachází iniciály umělkyně „MCC“ (Maria Carmela Colaneri) a mincovní značka. |                                                                        |                    |               |  |
| |                                                                        |                    |               |  |
| Itálie - 1. mince | Dvousté výročí založení útvarů Arma dei Carabinieri.                   | 6,5 milionů mincí  | červen 2014   |  |
| Popis: Návrh zobrazuje nové pojetí sochy „Pattuglia di Carabinieri nella tormenta“, kterou v roce 1973 vytvořil Antonio Berti. Na pravé straně jsou uvedeny překrývající se iniciály Italské republiky „RI“, pod nimi letopočet 2014. Na levé straně je letopočet 1814. V horní části jsou vyražena překrývající se písmena R (značka římské mincovny) a v dolní části písmena LDS (monogram autorky Luciany De Simoni) s nápisem CARABINIERI. |                                                                        |                    |               |  |
| |                                                                        |                    |               |  |
| Itálie - 2. mince | 450. výročí narození Galilea Galilei                                   | 6,5 milionu mincí  | červen 2014   |  |
| Popis: V návrhu je zpodobněna hlava Galilea Galilei z portrétu od Justa Sustermanse z roku 1636 (Galleria degli Uffizi, Florencie). Na vrchu střední části mince podobiznu obepíná nápis GALILEO GALILEI. Na pravé straně jsou shora dolů uvedeny překrývající se písmeno R (značka římské mincovny), astronomický teleskop a písmena C.M. (monogram autorky Claudie Momoni). Na levé straně jsou překrývající se iniciály Italské republiky „RI“. V dolní části jsou vyraženy letopočty 1564–2014. |                                                                        |                    |               |  |
| |                                                                        |                    |               |  |
| Finsko - 1. mince | Sté výročí narození spisovatelky a výtvarnice Tove Janssonové          | 1,5 milionu mincí  | červenec 2014 |  |
| Popis: Na vnitřní části mince je vyobrazen portrét Tove Janssonové. Pod portrétem je ztvárněn její podpis a uvedeny roky „1914–2001“. Na levé straně je označení vydávající země „FI“. Na pravé straně je rok vydání „2014“ a mincovní značka. |                                                                        |                    |               |  |
| |                                                                        |                    |               |  |
| Malta - 1. mince | 200 let maltské policie                                                | 300 tisíc mincí    | červenec 2014 |  |
| Popis: Mince připomíná dvousté výročí maltské policie, jež byla zřízena proklamací č. XXII z roku 1814. Maltská policie je tak jedna z nejstarších v Evropě. Národní strana mince zobrazuje odznak maltské policie spolu s nápisem „200 let maltské policie“ a daty „1814–2014“. |                                                                        |                    |               |  |
| |                                                                        |                    |               |  |
| Belgie - 2. mince | 150 let belgického Červeného kříže                                     | 260 tisíc mincí    | září 2014     |  |
| Popis: Vnitřní strana mince znázorňuje kříž, v jehož středu se nachází číslovka „150“. Uvnitř kříže je svisle nápis „Rode Kruis“ a vodorovně nápis „Croix-Rouge“. Kolem kříže je bruselská mincovní značka (hlava archanděla Michaela s přilbicí), značka mincmistra, letopočet 2014 a označení země „BE“. |                                                                        |                    |               |  |
| |                                                                        |                    |               |  |
| San Marino - 2. mince | 90 let od úmrtí Giacoma Pucciniho                                      | 100 tisíc mincí    | září 2014     |  |
| Popis: Na návrhu je vyobrazena podobizna skladatele Giacoma Pucciniho. Na pravé straně je v půlkruhu název vydávající země „SAN MARINO“, na levé straně nápis „G. PUCCINI“ a mincovní značka. Dole je uveden letopočet „2014“. |                                                                        |                    |               |  |
| |                                                                        |                    |               |  |
| Lotyšsko | Riga – Evropské hlavní město kultury 2014                              | 1 milion mincí     | září 2014     |  |
| Popis: Ústřední motiv mince znázorňuje rižské panoráma a historické centrum města, které je zapsáno na seznamu památek světového kulturního dědictví UNESCO. Do horního okraje je vepsán nápis „EIROPAS KULTURAS GALVASPILSETA“ (Evropské hlavní město kultury), dole je uveden název oslavovaného města a letopočet vydání „RIGA – 2014“ a pod tímto nápisem je označení vydávající země „LV“. |                                                                        |                    |               |  |
| |                                                                        |                    |               |  |
| Řecko - 1. mince | 150. výročí sjednocení Jónských ostrovů s Řeckem (1864–2014)           | 750 tisíc mincí    | září 2014     |  |
| Popis: Na vnitřní části mince je zobrazena sedmicípá hvězda s nápisem v řečtině: „150 LET OD SJEDNOCENÍ JÓNSKÝCH OSTROVŮ S ŘECKEM 1864–2014“, název vydávající země „ŘECKÁ REPUBLIKA“ a mincovní značka řecké státní mincovny. Mezi cípy hvězdy jsou vyobrazeny symboly Jónských ostrovů. Celý návrh obepíná dekorativní stylizovaný motiv vlny. |                                                                        |                    |               |  |
| |                                                                        |                    |               |  |
| Řecko - 2. mince | 400 let od smrti Domenika Theotokopoula (1614–2014)                    | 750 tisíc mincí    | září 2014     |  |
| Popis: Na vnitřní části mince je zobrazen portrét Domenika Theotokopoula. V pozadí je vyobrazena postava typická pro jeho dílo a ilustrující jeho styl. Na levé straně je letopočet 2014 a typický umělcův podpis („Domenikos Theotokopoulos Epoiei“). Na pravé straně je mincovní značka řecké státní mincovny. Celý návrh obepíná nápis v řečtině „DOMENIKOS THEOTOKOPOULOS 1541–1614“ a název vydávající země „ŘECKÁ REPUBLIKA“. |                                                                        |                    |               |  |
| |                                                                        |                    |               |  |
| Vatikán | 25. výročí pádu Berlínské zdi                                          | 103 tisíc mincí    | říjen 2014    |  |
| Popis: V popředí je zpodobněno několik cihel z částečně zbořené Berlínské zdi, na kterých je ztvárněn nápis „XXV ANNIVERSARIO DEL CROLLO DEL MURO DI BERLINO 1989 2014“ (25. výročí pádu Berlínské zdi 1989 2014). Uprostřed ve volném prostoru mezi cihlami a kouskem ostnatého drátu je olivová ratolest s Brandenburskou branou v pozadí. Horní část vyplňuje nápis „Città del Vaticano“.. |                                                                        |                    |               |  |
| |                                                                        |                    |               |  |
| Slovinsko | 600. výročí korunovace Barbary Celjské                                 | 1 milion mincí     | říjen 2014    |  |
| Popis: Ve středu mince je pomocí linek zobrazen portrét královny Barbary Celjské s žezlem. Na obrázku jsou umístěny tři typické šesticípé hvězdy celjských hrabat. Na levé straně portrétu je nápis „SLOVENIJA“ a na pravé straně nápis „BARBARA CELJSKA“ a letopočet „1414–2014“. |                                                                        |                    |               |  |
| |                                                                        |                    |               |  |
| Portugalsko - 2. mince | Mezinárodní rok rodinných farem                                        | 0,5 milionu mincí  | říjen 2014    |  |
| Popis: Ve střední části návrhu jsou vyobrazeny nástroje používané obvykle v tradičním zemědělství spolu se zemědělskými produkty – uprostřed se nachází kuře obklopené dýněmi, košíkem brambor a další zeleninou a květinami. Na levé straně je v půlkruhu uveden pamětní motiv „AGRICULTURA FAMILIAR“ (rodinné zemědělství) a na pravé straně, také v půlkruhu, název vydávající země „PORTUGAL“ následovaný letopočtem vydání „2014“. Vlevo dole je uvedena mincovní značka „INCM“. |                                                                        |                    |               |  |
| |                                                                        |                    |               |  |
| Malta - 2. mince | Vyhlášení nezávislosti Malty v roce 1964                               | 400 tisíc mincí    | říjen 2014    |  |
| Popis: Mince připomínající ústavu z roku 1964, kterou byla vyhlášena nezávislost Malty, je čtvrtou z pěti mincí, jež upomínají na milníky v ústavní historii Malty. Na základě ústavy z roku 1964 se Malta stala po staletích cizí nadvlády poprvé nezávislým státem. Na národní straně mince je zobrazen detail bronzového památníku připomínajícího nezávislost, který v roce 1989 navrhl výtvarný umělec Gianni Bonnici. Představuje mladou ženu symbolizující Maltu, jež nese maltskou vlajku. Na pravé straně je v půlkruhu nápis „MALTA – Independence 1964“ („MALTA – nezávislost 1964“), na spodní straně je rok vydání „2014“. |                                                                        |                    |               |  |
| |                                                                        |                    |               |  |
| Francie - 2. mince | Světový den boje proti AIDS                                            | 3 miliony mincí    | listopad 2014 |  |
| Popis: Na národní straně mince je ztvárněna červená stuha – symbol boje proti AIDS. Červená stuha, jež byla vytvořena z podnětu sdružení Visual AIDS Artist Caucus a amerického malíře Francka Moorea a která se nosí poblíž srdce, aby symbolizovala solidaritu s nemocnými, má podobu obráceného písmene „V“. Jeden den v roce se nosí jako „normální V“, což představuje vítězství nad nemocí. Na národní straně jsou zobrazeny tři stuhy. Jedna z nich je v klasickém směru a je vybarvena červeně pro provedení „brillant universel“ (BU) a „belle épreuve“ (BE). Dvě zbývající stuhy jsou obráceny a asociují dvě „V“, což posiluje symbolický význam tolik toužebného vítězství. V horní části mince je uvedeno datum 1. prosince – Světový den boje proti AIDS (Unesco). |                                                                        |                    |               |  |
| |                                                                        |                    |               |  |
| Finsko - 2. mince | Sté výročí narození designéra a návrháře interiérů Ilmariho Tapiovaary | 1 milion mincí     | listopad 2014 |  |
| Popis: Levá vnitřní část návrhu zobrazuje jméno a životní data Ilmariho Tapiovaary. Pravá vnitřní část vyobrazuje detail nábytkového kování typického pro Ilmariho Tapiovaaru. Vpravo je uvedena vydávající země „FI“, mincovní značka a letopočet vydání „2014“. |                                                                        |                    |               |  |
| |                                                                        |                    |               |  |
| Lucembursko - 2. mince | 50. výročí nástupu velkovévody Jeana na trůn                           | 1,4 milionu mincí  | listopad 2014 |  |
| Popis: Na vnitřní straně mince jsou vyobrazeny podobizny Jejich královských Výsostí velkovévody Henriho a velkovévody Jeana dívajících se doleva. Nad nimi je zobrazena koruna. Nad podobiznou velkovévody Jeana je navíc uveden rok „1964“. V dolní části mince je pod každou podobiznou vyryto příslušné jméno, „Jean“ a „Henri“, a uprostřed letopočet „2014“. |                                                                        |                    |               |  |
| |                                                                        |                    |               |  |
| Španělsko - 2. mince | Změna hlavy státu                                                      | 12 milionů mincí   | prosinec 2014 |  |
| Popis: Na minci jsou vyobrazeny překrývající se portréty králů Felipeho VI. a Juana Carlose I. Ve spodní části je uveden název vydávající země a rok vydání: „ESPAÑA – 2014“. Na pravé straně je mincovní značka. |                                                                        |                    |               |  |
| |                                                                        |                    |               |  |
| Andorra | 20 let od přistoupení Andorry k Radě Evropy                            | 100 000 mincí      | únor 2016     |  |
| Popis: Na minci je ve střední části vlevo vyobrazen znak Andorry a napravo od něj číslo „20“, přičemž nula je stylizována jako vlajka Rady Evropy. V horní části je nápis „ANDORRA“ a pod ním „AL CONSELL D’EUROPA“. Letopočet „2014“ se nachází v dolní části vlevo a napravo od něj je šikmá čára. |                                                                        |                    |               |  |